# Fútbol Club Juárez
Maillots
Dernière mise à jour : 6 décembre 2024.
Le Fútbol Club Juárez est un club mexicain de football basé à Ciudad Juárez.

## Histoire

### Prémices
Le Futbol Club Juárez est fondé en 2015 par un groupe binational de six familles, deux de la ville frontalière d'El Paso, au Texas et quatre de Ciudad Juárez. Ce club est l'un des rares clubs mexicains ayant des investisseurs étrangers. La création du club marque le retour du sport professionnel à Ciudad Juárez pour la première fois depuis 2012, après que la précédente franchise, l'Indios de Ciudad Juárez, a été reléguée par la Liga MX avant de finalement être dissoute en 2012.

### Débuts réussis en Ascenso MX
Le 7 juin 2015, les officiels de l'Ascenso MX ont officiellement annoncé que le FC Juárez participerait à l'Ascenso MX, à partir du Tournoi d'ouverture de 2015.
Le 5 décembre 2015, après un début de saison très réussi, l'équipe termine le Tournoi d'ouverture de 2015 à la deuxième place et le FC Juárez remporte son premier titre d'Ascenso MX en battant le CF Atlante en finale des playoffs (victoire 3-1 sur l'ensemble des deux matchs), obtenant ainsi le droit de participer à la finale promotionnelle de l'Ascenso MX,. N'ayant pas pu se qualifier via les playoffs du Tournoi de clôture de 2016, le club rencontre Necaxa lors de cette finale promotionnelle (défaite 3-0 sur l'ensemble des deux matchs),.

### Stabilisation du club en Ascenso MX
La saison suivante, Juárez se qualifie pour les playoffs du Tournoi de clôture de 2017. Lors de celui-ci, Juárez perd la finale des playoffs, contre le Lobos BUAP (score cumulé de 4-2). 
Pour la saison 2017-2018 de l'Ascenso MX, la ligue annonce que Juárez est l'une des six équipes d'Ascenso MX éligibles pour une promotion en Liga MX la saison suivante. À la suite de cette bonne nouvelle pour le club, ce dernier perdra sa deuxième finale consécutive de playoffs, contre l'Alebrijes de Oaxaca (2-4 aux tirs au but), lors du Tournoi d'ouverture de 2017.

### Débuts en Liga MX
Le 11 juin 2019, Juárez remplace le Lobos BUAP en Liga MX après que le groupe binational fondateur a racheté la franchise en difficulté, permettant ainsi à Ciudad Juárez de retrouver le plus haut niveau du football mexicain,,.

## Personnalités du club

### Entraîneurs
Le tableau suivant présente la liste des entraîneurs du club depuis sa création.
| Rang | Nom                     | Période     |
| ---- | ----------------------- | ----------- |
| 1    | Sergio Orduña           | 2015 - 2016 |
| 2    | Miguel de Jesús Fuentes | 2016 - 2018 |
| 3    | Gabriel Caballero       | 2018 -      |